# Piazza Santa Trinita

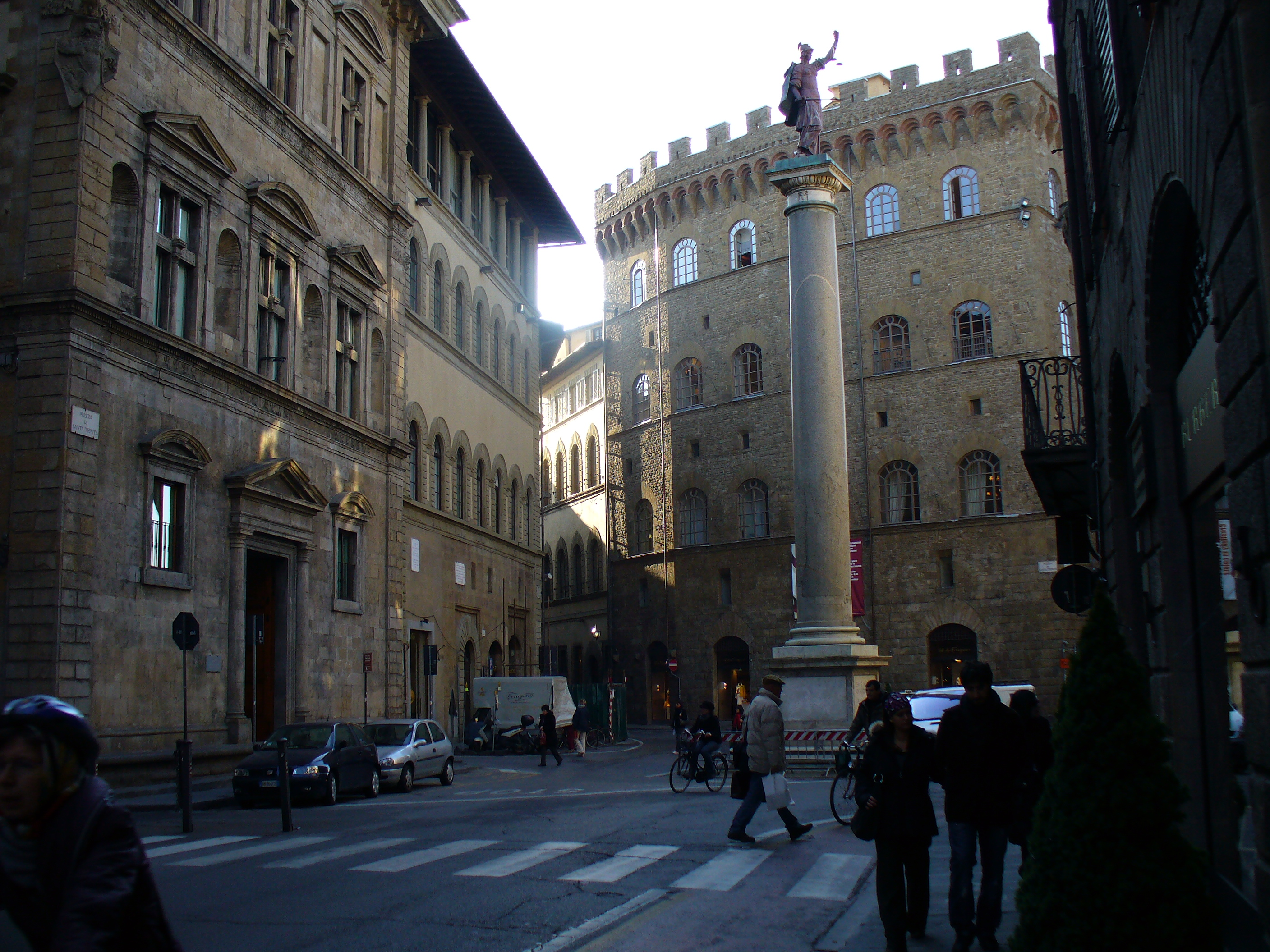
La piazza

Piazza Santa Trinita a Firenze è dominata dalla chiesa di Santa Trinita, dalla quale prende il nome. Fino al 1911 era indicata come parte di Via Tornabuoni, che la attraversa, e fu solo in quell'occasione che, grazie alla richiesta del marchese Filippo Corsini, la piazza assunse il nome odierno.

## Storia e edifici principali
Un tempo zona isolata fuori dalla seconda cerchia di mura, dopo la fondazione della chiesa e del convento dei vallombrosani (XI secolo) fu in seguito inclusa nella cerchia del 1172-75. Con la costruzione del ponte nel 1252 diventò un importante crocevia della città in espansione.
La chiesa di Santa Trinita è una delle più importanti basiliche cittadine, appartenuta da 8 secoli all'ordine dei vallombrosani. All'interno, in una struttura di impianto ed aspetto prevalentemente gotico, grazie anche ai restauri novecenteschi, sono contenuti alcuni capolavori assoluti come la Cappella Sassetti, affrescata da Domenico Ghirlandaio e la Cappella Bartolini Salimbeni, affrescata da Lorenzo Monaco.
Dalla fine Trecento circa nobili palazzi iniziarono a sorgere su questa piazza, con la particolarità di avere oggi, uno affiancato all'altro, come davanti alle illustrazioni di un manuale di storia dell'architettura, tre importanti palazzi dalle caratteristiche tipiche dello stile residenziale patrizio di tre secoli contigui:
- Il severo Palazzo Spini Feroni trecentesco, oggi sede della maison Ferragamo e dell'omonimo Museo;
- Il cinquecentesco Palazzo Buondelmonti, tipico palazzo fiorentino rinascimentale;
- Il cinquecentesco Palazzo Bartolini Salimbeni, capolavoro di Baccio d'Agnolo in stile manierista.

Al centro della piazza sorge la Colonna della Giustizia, una poderosa colonna in granito orientale (porfido) proveniente dalle terme di Caracalla, l'ultima rimasta intera tra le rovine di quel complesso termale, donata da papa Pio IV (de' Medici, ma di un ramo lombardo della famiglia) nel 1565 a Cosimo I, il primo Granduca della città. Infatti, proprio in quel punto aveva appreso la notizia della vittoria a Marciano sul ribelle Pietro Strozzi. Nel 1581 fu aggiunta la statua della Giustizia alla sommità, opera di Francesco del Tadda, da cui il nome odierno. Il mantello bronzeo della statua originariamente non era previsto. Fu applicato dall'artista soltanto a statua finita, per mascherare un difetto nelle proporzioni delle spalle, assai piccole rispetto al corpo.
Negli stessi anni fu incaricato Bartolommeo Ammannati di ricorstruire il Ponte per celebrare la vittoria su Siena.
Di fatto sarebbe in Via Tornabuoni, comunque la Torre dei Gianfigliazzi sorge attigua alla chiesa. Nelle vicinanze sorge anche il Palazzo Corsini, sull'omonimo Lungarno Corsini.

## Feste

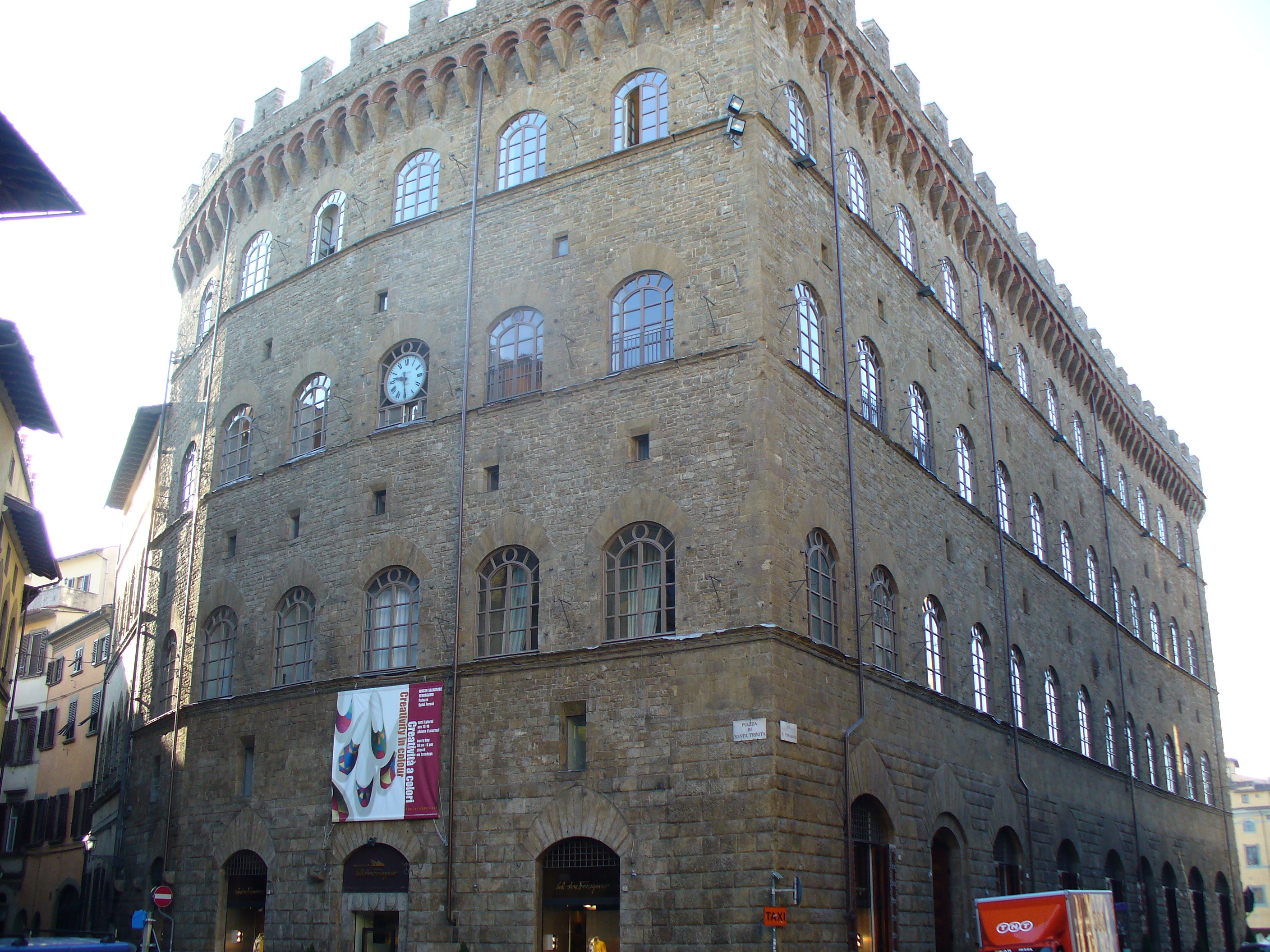
Palazzo Spini Feroni, da Via Tornabuoni

Nella piazza e nel tratto di Via Tornabuoni fino a Palazzo Strozzi si tenevano abitualmente le partite del gioco del pallone. Questo era una specie di antenato del tennis senza racchette o della pallavolo, ed è documentato fin dal tempo dei Medici che vi assistevano regolarmente. Le regole prevedevano che una palla di cuoio che dovesse essere colpita con il pugno chiuso al volo, inizialmente a mani nude, poi con il braccio infilato in un cilindro cavo di legno (il cosiddetto gioco del pallone col bracciale), che proteggeva la mano e l'arto, ma rendeva i colpi più forti e pericolosi. Non era infatti raro che la palla colpisse il pubblico, a volte ferendo qualcuno, oppure finisse in qualche bottega presso il campo di gioco. Per limitare questi incidenti durante il Settecento il campo di gioco fu spostato fuori le mura, presso Porta Pinti, poi nel secolo successivo nel Parco delle Cascine, dove fu costruito un apposito sferisterio. Oggi il gioco viene talvolta rappresentato, anche se non si usa più il pesante bracciale di legno, sostituito da un tamburello.

## Curiosità
- In tutta l'area fiorentina i toponimi che contengono la parola trinità si pronunciano sdruccioli, quindi la chiesa si chiama Santa Trìnita e non Santa Trinità.
- In Piazza Santa Trinita il 1º maggio 1300, giorno di Calendimaggio, scoppiò la baruffa tra Cerchi e Donati, ricordata anche da Dante, che segnò l'inizio delle lotte civili a Firenze, tra guelfi bianchi e neri.